# Gentiana setigera
Gentiana setigera es una especie de planta fanerógama, perteneciente a la familia de las gencianáceas. Es nativa del sur de Oregón y el norte de California, donde crece en lugares húmedos en los hábitos costeros de California . 

## Descripción
Es una hierba perenne con tallos rastreros por el suelo y que alcanza hasta unos 40 centímetros de longitud. Las hojas tienen forma de cuchara y  están cerca de la base y con forma ovalada y emparejadas  a lo largo del tallo. Las flores aparecen por separado o en inflorescencias de algunas flores. Cada flor tiene forma de campana y son de color azul brillante con un centro blanco moteado. Los entre cuatro y cincuenta y seis lóbulos de la corola tienen forma de rombo y entre ellos apéndices  que terminan en proyecciones filiformes. El fruto es una cápsula que contiene semillas aladas. 

## Taxonomía
Gentiana setigera fue descrita por  Asa Gray y publicado en Proceedings of the American Academy of Arts and Sciences 11: 84. 1876.
Etimología
Gentiana: Según Plinio el Viejo y Dioscórides, su nombre deriva del de Gentio, rey de Iliria en el siglo II a. C., a quien se atribuía el descubrimiento del valor curativo de la Gentiana lutea. El Banco de Albania ha recogido esta tradición: la Gentiana lutea está representada en el reverso del billete de 2000 lekë albaneses, emitido en 2008, en cuyo anverso figura el rey Gentio.
setigera: epíteto latíno que significa "con cerdas".
Sinonimia
- Gentiana bisetaea Howell
- Pneumonanthe setigera (A. Gray) Greene[6]